# Llorente

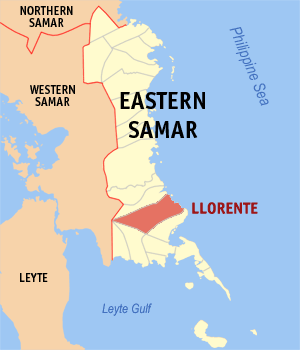
Bản đồ Đông Samar với vị trí của Llorente

Llorente là một đô thị hạng 4 ở tỉnh Đông Samar, Philippines. Theo điều tra dân số năm 2000 của Philipin, đô thị này có dân số 19.336 người trong 3.646 hộ.

## Các đơn vị hành chính
Llorente được chia ra 33 barangay.
| - Antipolo - Babanikhon - Bacayawan - Barobo - Burak - Can-ato - Candoros - Canliwag - Cantomco - Hugpa - Maca-anga | - Magtino - Mina-anod - Naubay - Piliw - Barangay 1 - Barangay 2 - Barangay 3 - Barangay 4 - Barangay 5 - Barangay 6 - Barangay 7 | - Barangay 8 - Barangay 9 - Barangay 10 - Barangay 11 - Barangay 12 - San Jose - San Miguel - San Roque - So-ong - Tabok - Waso |